# تروي بيل
تروي بيل (بالإنجليزية: Troy Bell)‏ مواليد 10 نوفمبر 1980 في منيابولس، هو لاعب كرة سلة أمريكي سابق بدأ مسيرته الاحترافية في سنة 2003. يبلغ طوله 6 قدم 1 بوصة (1.9 م).

## فرق لعب لها
- ميمفيس غريزليس
- ريال مدريد بالونكيستو
- سكايلاينرز فرانكفورت
- أورليان لواريت
- بالاكانسترو ريجيانا

## روابط خارجية
- تروي بيل على موقع ميوزك برينز (الإنجليزية)
- تروي بيل على موقع الاتحاد الدولي لكرة السلة (الإنجليزية)
- تروي بيل على موقع إن بي أي (الإنجليزية)
- تروي بيل على موقع سبورتس رفرنس (الإنجليزية)
- تروي بيل على موقع الدوري الإسباني لكرة السلة (الإسبانية)
- تروي بيل على موقع كرة السلة الأوروبية.كوم (الإنجليزية)
- تروي بيل على موقع كلية كرة السلة في سبورتس رفرنس.كوم (الإنجليزية)
- تروي بيل على موقع ريلجم (الإنجليزية)
- تروي بيل على موقع بروبوليرز (الإنجليزية)
- تروي بيل على موقع سبورتس رفرنس (الإنجليزية)
- تروي بيل على موقع سبورتس رفرنس (الإنجليزية)